# Hogzilla
Hogzilla (un acrónimo de hog y Godzilla) fue un híbrido macho notablemente grande de jabalí y cerdo doméstico que fue asesinado a tiros por Chris Griffin en Alapaha, Georgia, Estados Unidos, el 17 de junio de 2004, en la granja de peces y reserva de caza de Ken Holyoak. Se suponía que medía 12 pies (3,7 m) de largo y pesaba más de 1000 libras (450 kg). Originalmente se consideraba un engaño o una leyenda urbana.
Los restos del animal fueron exhumados a principios de 2005 y estudiados por científicos forenses para un episodio de Explorer para National Geographic Channel. En marzo de 2005, estos científicos confirmaron que Hogzilla pesaba en realidad 800 libras (360 kg) y medía entre 6,9 pies (2,1 m) y 8,6 pies (2,6 m) de largo, lo que contradice la afirmación anterior. Se realizaron pruebas de ADN que revelaron que Hogzilla era un híbrido de jabalí y cerdo doméstico (raza Hampshire). Sin embargo, en comparación con la mayoría de los jabalíes y cerdos domésticos, Hogzilla seguía siendo un ejemplar inusualmente grande. Los colmillos de Hogzilla medían casi 28 pulgadas (71,1 cm) y 19 pulgadas (48,3 cm).